# Мухаммад ат-Таки (исмаилизм)
Муха́ммад ат-Таки́ (араб. محمد التقي‎; 813, Саламия, Хама — 840, Саламия, Хама) полное имя Абу́ аль-Хусе́йн Ахма́д ибн Абдулла́х ибн Муха́ммад ибн Исма’и́л, известный также как Муха́ммад аль-Хаби́б — девятый исмаилитский имам. Низариты и мусталиты ведут свою линию имамата от него и его потомков, основавшие Фатимидский халифат.

## Биография
Имам Таки Мухаммад был известен как выдающийся хашимитский торговец, заставлявший людей стекаться в его резиденцию. Это заподозрил сирийский губернатор, передавший отчёт халифу аль-Мамуну, который отдал приказ арестовать имама Таки Мухаммада, но последний заранее покинул Саламию на несколько лет.
Исмаилитский да'и, Идрис Имад ад-Дин, в своей книге «Уюн аль-Ахбар» утверждал, что Ахмад написал эпическую энциклопедию братьев Чистоты, скрывая свою личность, чтобы бороться с отменой ислама ашаритами и мутазилитами и ростом религиозной нетерпимости среди мусульман во время правления Аббасидов, особенно в период михны, спровоцированной халифом аль-Мамуном.
Сообщается, что имам Таки Мухаммад умер в 225/840 году в Саламии после того, как завещал должность имамата своему сыну Хусейну по прозвищу Ради Абдуллах. Другой его сын, Мухаммад по прозвищу Са’ид аль-Хайр, потомство которого жило в Саламии и было убито от рук карматов в 290/902 году.